# Цвибах, Бартон
Бартон Цвибах Кантор (англ. Barton Zwiebach; 4 октября 1954, Лима, Перу) — перуанский учёный-теоретик, специалист в области теории струн, профессор Массачусетского технологического института. Доктор наук (1983).

## Биография
Еврейского происхождения. Окончил в 1977 году Национальный инженерный университет в Лиме. Продолжил учёбу в Массачусетском технологическом институте (США).
Получил докторскую степень по физике в 1983 году. Работал под руководством Марри Гелл-Манна.Читал лекции в Калифорнийском университете в Беркли и  Массачусетском технологическом институте, где в 1987 году стал доцентом физики и постоянным сотрудником физического факультета в 1994 году.
Является одним из ведущих мировых экспертов в области теории струн. Написал учебник «Первый курс теории струн» (2004, ISBN  0-521-83143-1 ), предназначенный для студентов.